# Games Workshop
Games Workshop Group PLC (abreviado GW) es una empresa multinacional británica dedicada a la producción de juegos de mesa, modelismo de venta al por menor. Está especializada en la edición de juegos de miniaturas ("wargames"), y es una de las mayores empresas del mundo en este campo. Está registrada en la bolsa de valores de Londres, con el símbolo GAW.

## Descripción general

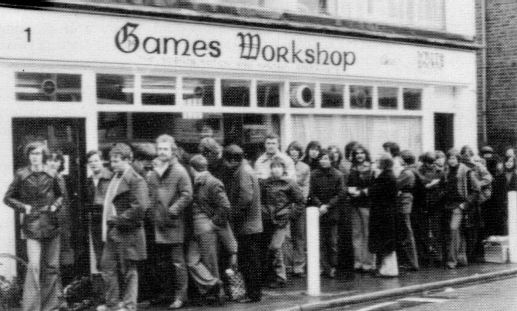
Día de inauguración de una tienda de Games Workshop en 1 Dalling Road, Hammersmith, Londres, en abril de 1978.

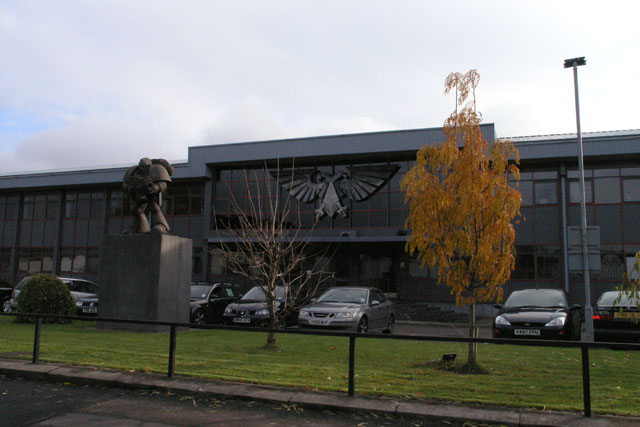
Sede central de la compañía, en Nottingham, Reino Unido.

Fundada en 1975 por Ian Livingstone y Steve Jackson (también conocidos por los libros juego de su colección titulada Fighting Fantasy), Games Workshop fue originariamente una fábrica de tableros de madera para juegos como el backgammon y el ajedrez y que más tarde se convirtió en importadora del juego de rol estadounidense Dungeons & Dragons. Bajo la dirección de Livingstone y Jackson, Games Workshop se expandió, y pasó de ser una pequeña compañía de pedidos por correo ubicada en una habitación a una exitosa fábrica y editora de juegos. Una primera revista promocional, Owl and Weasel, fue suplantada en junio de 1977 por Livingstone y Jackson para promocionar parcialmente la inauguración de la primera tienda de Games Workshop, y fue sustituida por la revista White Dwarf, la cual también editaba Livingstone.

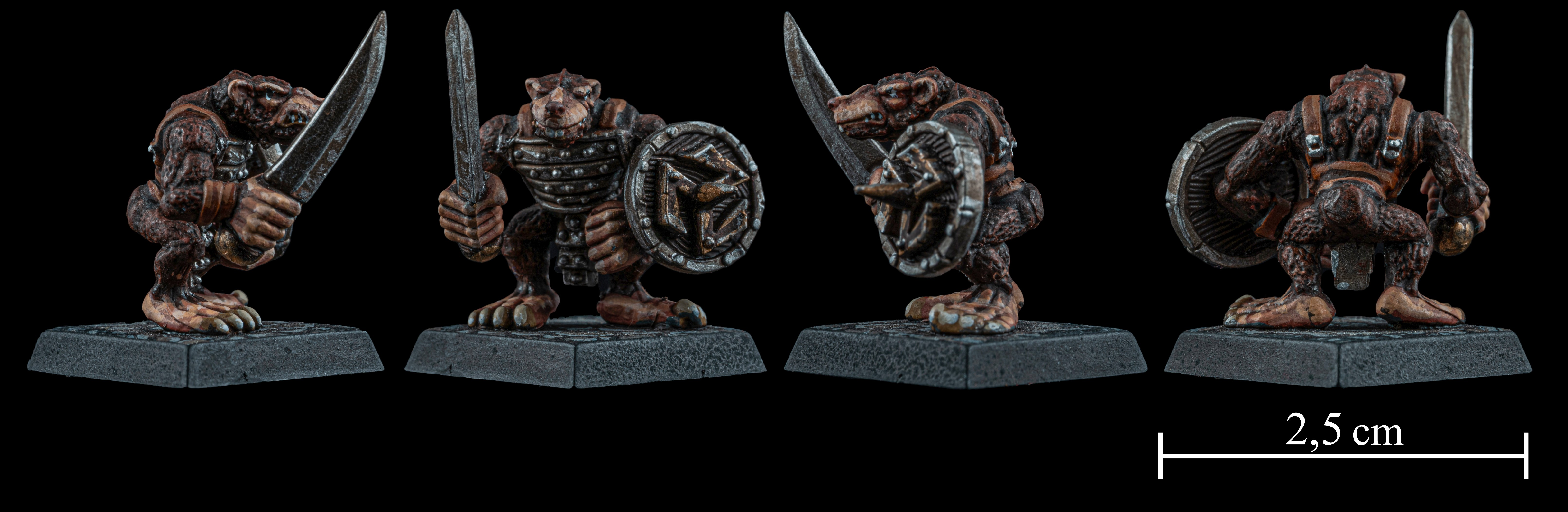
Skavens, una de las razas de Warhammer Fantasy Battle.

Su división editorial también trabajó en la reimpresión inglesa de juegos de rol americanos famosos, pero caros de importar, como La llamada de Cthulhu, RuneQuest y Traveller. En 1979, Games Workshop proporcionó fondos para ayudar en la creación de Miniaturas Citadel en Newark, una compañía que produciría las miniaturas de metal que serían usadas en los juegos de rol y wargames de mesa. El nombre de Citadel se ha convertido en sinónimo de Games Workshop y continúa siendo una marca registrada asociada a esta última, mucho después de que Citadel fuese absorbida por Games Workshop.
En 1984, Games Workshop dejó de distribuir sus productos en los Estados Unidos a través de Hobby Games Distributors, y abrió sus propias tiendas Games Workshop en los Estados Unidos. La empresa experimentó una enorme fase de crecimiento desde finales de la década de 1980 hasta principios de la década de 1990. En el número 126 de la revista White Dwarf (de junio de 1990), indicó que la empresa tenía en ese momento 250 empleados.
Tras un cambio en su administración, en diciembre de 1991, la compañía se centró en sus productos más lucrativos: sus wargames Warhammer Fantasy Battle (WFB) y Warhammer 40.000 (WH40K). Las ventas crecieron en torno al público joven, un mercado más familiarizado con este tipo de productos. El cambio de dirección de la empresa fue un éxito rotundo, con un aumento de la cotización y las ganancias, a pesar de perder una gran cantidad de sus antiguos y leales aficionados al hobby. Las quejas de estos viejos clientes acerca de la nueva política de la compañía acabaron cristalizando, con la formación de un grupo independiente formado por antiguos trabajadores de Games Workshop que crean Fantasy Warlord, y que entra en competencia con GW, aunque con escaso éxito. Games Workshop se expandió por Europa, Estados Unidos, Canadá y Australia, abriendo nuevas sucursales y organizando eventos. La compañía fue lanzada en bolsa en el London Stock Exchange en octubre de 1994. En octubre de 1997, la sede central cambió su domicilio a Lenton, Nottingham. En este lugar se encuentran hoy día la central de la empresa, las oficinas de White Dwarf, los pedidos por correos y los equipos creativos.
Sin embargo, en estos últimos años, desde finales de la década de 1990, la compañía ha tenido problemas con pérdidas de ganancias debido, en parte, a los juegos de cartas coleccionables, como Magic: el encuentro o Pokémon. [cita requerida]
Desde hace unos años, Games Workshop ha estado intentando crear un doble acercamiento que pudiese atraer por igual a los antiguos y fieles clientes y siguiese siendo atractivo para el público joven. Esto se ha visto en la creación de iniciativas como la gama Fanatic, que apoya más líneas de productos menos rentables con menores costes en la venta de miniaturas (Internet se utiliza para este fin, aparte de reunir ideas para el equipo creativo y la publicación de pruebas de juegos, como los Informes de Batalla). Games Workshop también ha contribuido a diseñar y fabricar juegos y puzles para la serie de televisión The Crystal Maze.
El lanzamiento del tercer wargame más importante de Games Workshop, El Señor de los Anillos, el juego de batallas estratégicas (LoTR SBG), en 2000, señaló su intención de capturar la joven audiencia con un simple, pero efectivo y flexible, sistema de combate.
Otras innovaciones han consistido en participar, junto con sus productos principales, en nuevas áreas de desarrollo. La adquisición de Sabretooth Games (juegos de cartas), la creación de la editorial Black Library y su trabajo con THQ en el campo de los videojuegos han permitido a la compañía diversificarse en nuevas áreas, las cuales han conseguido atraer de nuevo a viejos aficionados al hobby; ello además de introducir los juegos a un nuevo público.

### Licencias

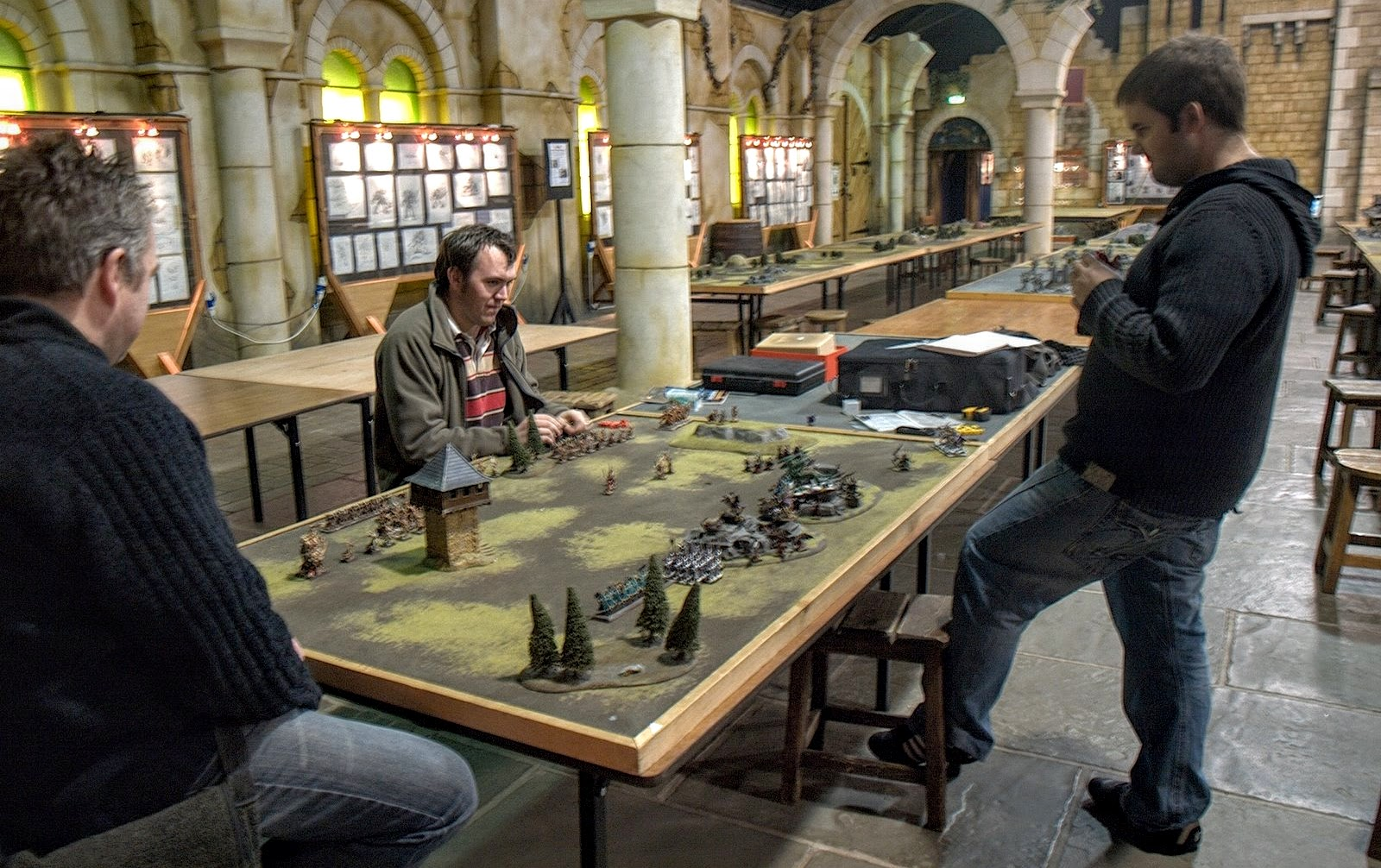
Partida de Warhammer en la sede de Games Workshop (Nottingham, Reino Unido).

Aparte de los derechos de publicación de los juegos de rol estadounidenses en la década de 1980, Games Workshop también se aseguró de poseer los derechos para producir miniaturas y juegos para varios juegos británicos clásicos, como Doctor Who y varios personajes de 2300 AD, como Rogue Trooper y Judge Dredd. También adquirieron los derechos para fabricar miniaturas de 28 mm. basadas en El Señor de los Anillos y El hobbit.
En conjunción con los productos de la adaptación cinematográfica, Games Workshop adquirió los derechos para producir un juego de mesa de escaramuzas basados en la película, y también en las novelas de J. R. R. Tolkien. Los derechos para producir una versión de la película de un juego de rol se vendieron a otra firma, Decipher, Inc.
Aunque pueden producir un juego sobre la Batalla de los Cinco Ejércitos, los derechos para las escalas de miniaturas de una pulgada, usadas generalmente por Games Workshop, fueron adquiridos por otra empresa. Por esta razón, el juego fue hecho con una escala de 10 mm para los guerreros normales, y escala «heroica» para los personajes principales, héroes y otros.
Games Workshop no posee los derechos para editar trabajos basados en El Silmarillion, el cual es actualmente propiedad exclusiva de Tolkien Estate.

### Games Workshop Group PLC

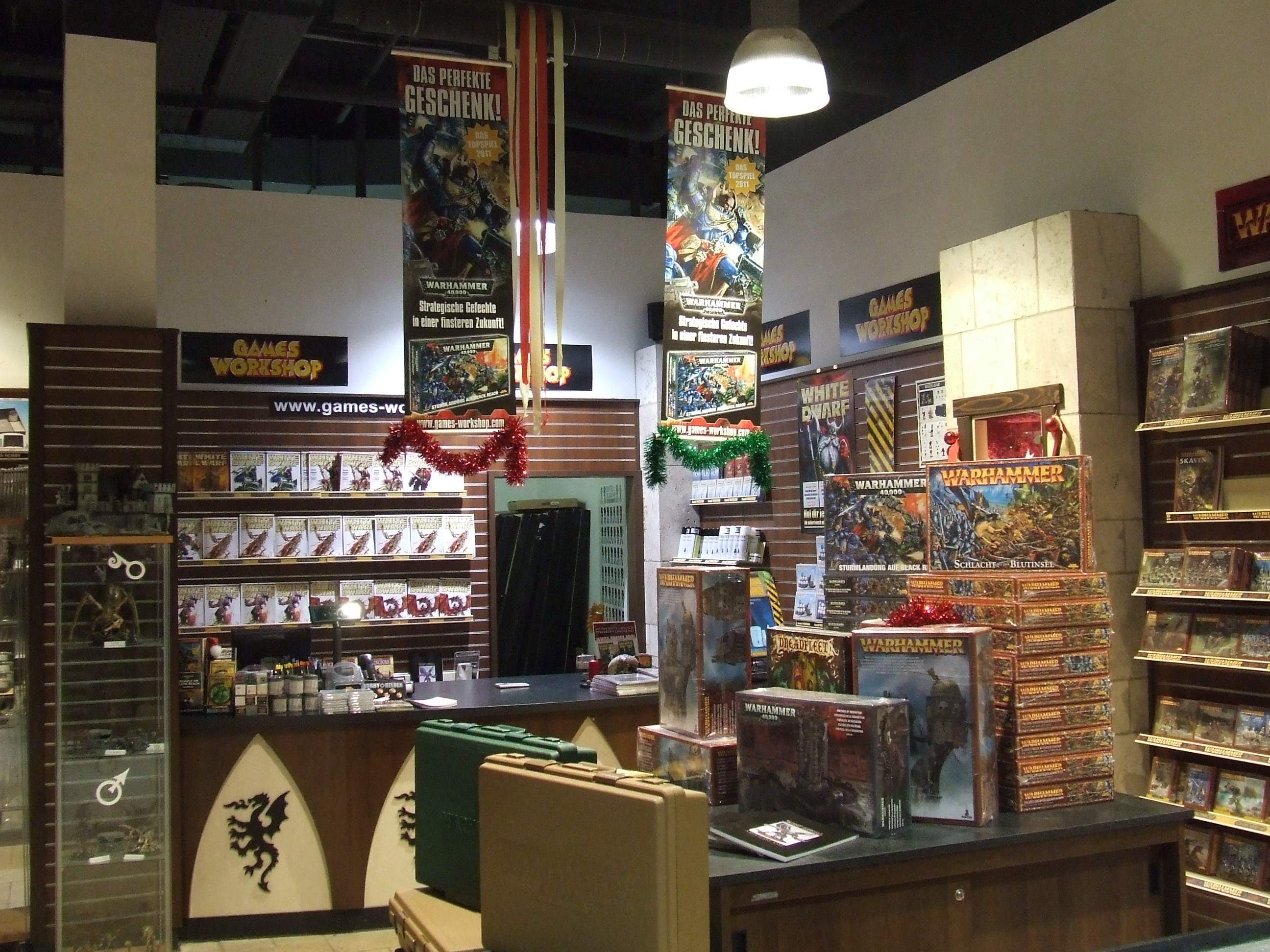
Interior de una tienda de Games Workshop

Games Workshop se ha expandido en varias divisiones/compañías asociadas, y ha elaborado productos relacionados con el universo de Warhammer Fantasy.
- Games Workshop produce los wargames, y la gama de Miniaturas Citadel y Juegos de Especialista.
- Forge World hace, de forma complementaria, una gama de miniaturas de resina y kits de conversión especiales.
- BL Publishing se encarga de la edición de juegos de mesa y juegos de rol de Games Workshop. Consta de varios sellos separados: Black Library, Black Flame, Solaris Books, Black Industries y Warhammer Ancient Battles, editor de Warhammer Historical. Warp Artefacts se dedicó a fabricar diversos productos basados en la propiedad intelectual perteneciente a Games Workshop. Actualmente están fusionados con BL Publishing, como BL Merchandise.
- Sabertooth Games produce los juegos de cartas coleccionables y The Lord of the Rings TMG (Tradeable Miniatures Game).

El grupo informó de ventas que alcanzaban las 111.480.000 libras esterlinas en el 2007 (unos 164.594.714,307 Euros) y una plantilla de 2500 trabajadores.
Las ventas han disminuido desde finales de mayo del 2006 en un 16 por ciento, sobre todo en la Europa Continental. La empresa aguardó los resultados de ventas de principios de 2007, con dos anuncios para mejorar sus beneficios, que incluyen el cierre de 35 tiendas, y la recomendación de la suspensión de los dividendos finales de los accionistas, para prevenir problemas financieros en el futuro.

## Juegos de miniaturas

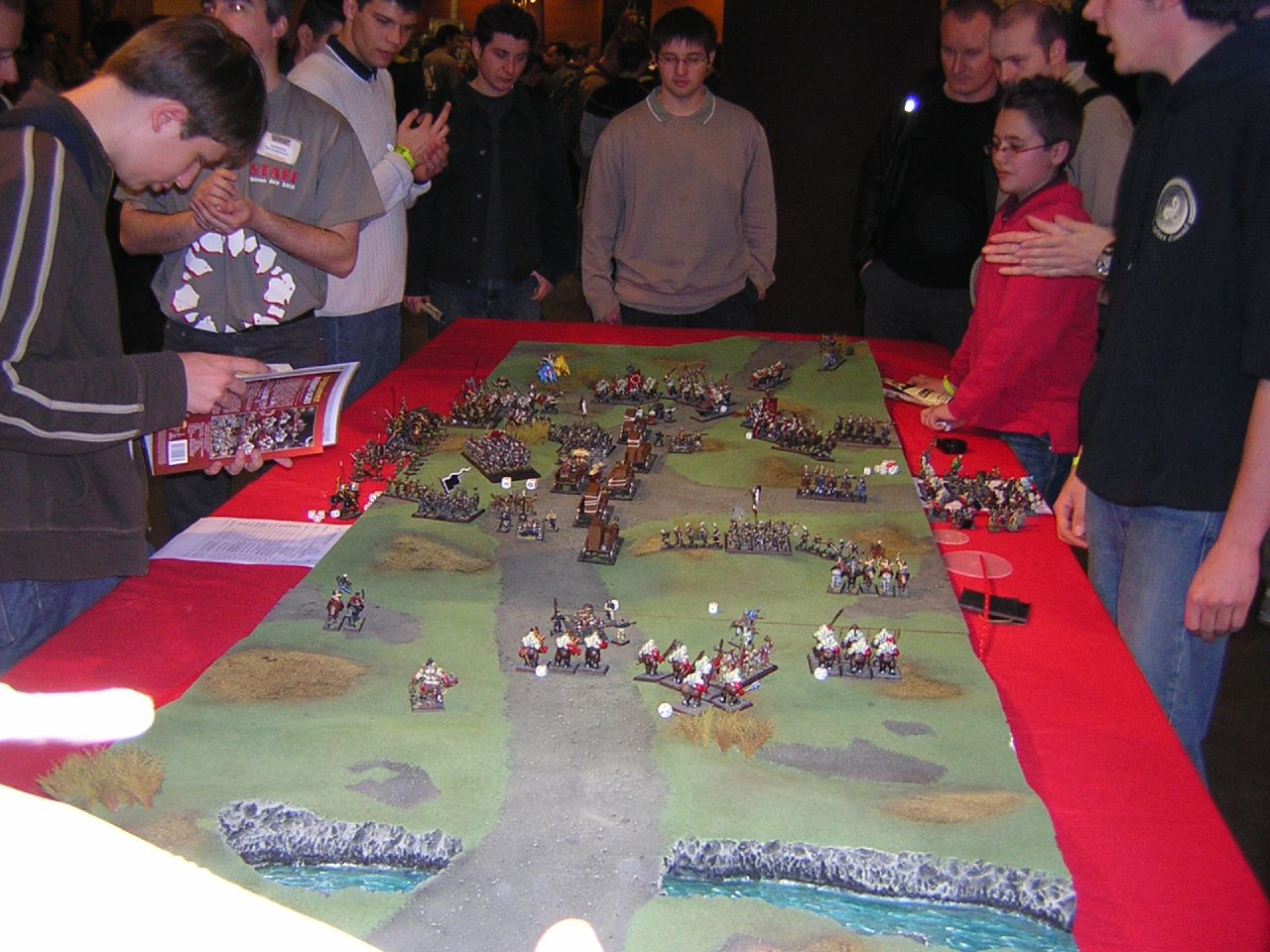
Partida de Warhammer Fantasy Battle

### Juegos principales
- Warhammer Fantasy Battle (en castellano, Warhammer, el juego de batallas fantásticas)
- Warhammer Age of Sigmar
- Warhammer 40.000 (mismo título en castellano)
- The Lord of the Rings (En castellano, El Señor de los Anillos, el juego de batallas estratégicas)

### Juegos de especialista
Estos juegos están dirigidos a jugadores «veteranos», que tienen mucha experiencia en los juegos centrales de Games Workshop. Es por esto que las reglas y la complejidad inherente en los juegos de especialista es mayor que en los juegos principales, como Warhammer Fantasy Battle o Warhammer 40.000.

#### Juegos basados en el universo deWarhammer Fantasy

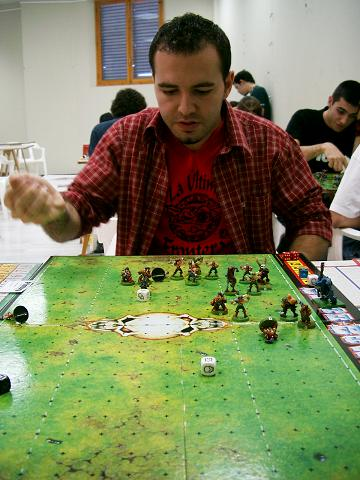
Partida de Blood Bowl

- Blood Bowl - Juego al estilo de fútbol americano que usa criaturas fantásticas (orcos, elfos).
- Mordheim - Juego de escaramuzas. También se lanzó al mercado una expansión, llamada Empire in Flames.
- Warmaster - Juego para participar en enormes batallas con miniaturas más pequeñas (10 mm)

#### Juegos basados en el universo deWarhammer 40.000
- Battlefleet Gothic - Juego basado en combates entre flotas de naves espaciales
- Inquisitor - Juego de escaramuzas con miniaturas más grandes (54 mm) y más detalladas. No se edita en español.
- Necromunda - Juego de escaramuzas, basado en el combate urbano con diferentes bandas.
- Space Hulk - Juego de escaramuzas. Para celebrar el 20º aniversario de este clásico juego de tablero, Games Workshop editó en el 2009 una versión actualizada de Space Hulk, de edición limitada, con el mismo reglamento pero con 35 miniaturas completamente nuevas, esculpidas especialmente para la ocasión.
- Kill Team - Juego de escaramuzas que enfrenta a pequeños comandos de especialistas en combate.
- Legion Imperialis - Juego de grandes batallas con escala epic ambientado en la Herejía de Horus.
- Horus Heresy - El juego de tablero La Herejía de Horus se centra en la más legendaria batalla de la historia del universo de Warhammer 40.000.

#### Juegos basados en el universo deEl Señor de los Anillos
- Battle of Five Armies: The Hobbit Strategy Battle Game - Juego para recrear grandes batallas con miniaturas más pequeñas (10 mm). El juego se basa en la Batalla de los Cinco Ejércitos, en los capítulos finales de El hobbit, de J. R. R. Tolkien.

- El Juego de Batallas Estratégicas se ha expandido, y se le han añadido diversos suplementos a las listas de sus actuales escenarios, trasfondo, miniaturas, etcétera.

#### Forge World
Forge World ha publicado su primer juego de especialista de fabricación propia:
- Aeronautica Imperialis - Juego basado en el combate aéreo del universo de Warhammer 40.000.

#### Warhammer Historical
Warhammer Historical recrea batallas históricas con miniaturas de diferente tamaño. Aún no se ha editado en español.
- Warhammer Ancient Battles
- Warmaster Ancients
- English Civil War
- Legends of the Old West

### Descatalogados

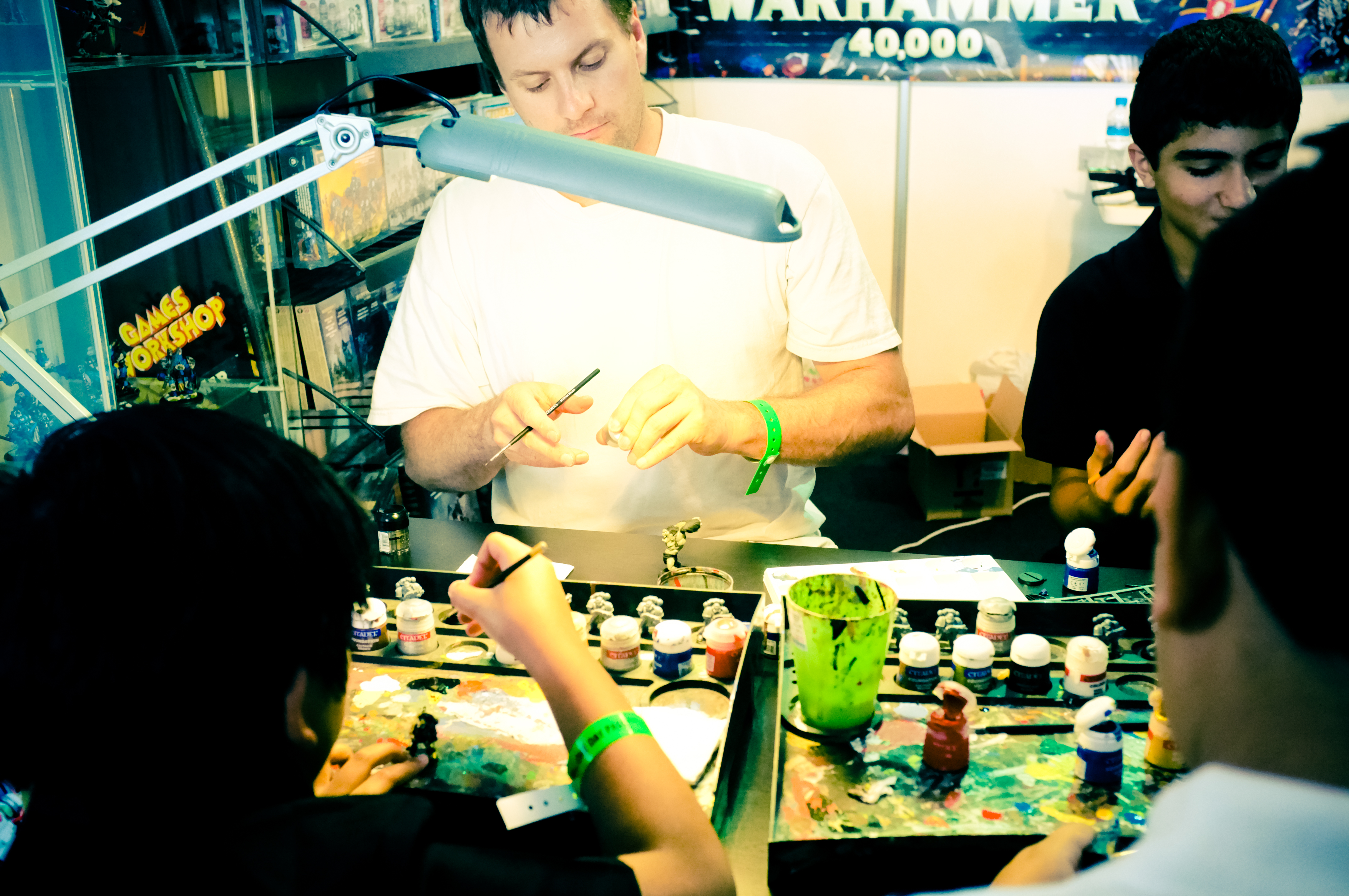
Taller de pintura de Games Workshop, en la Comic Con 2012.

#### Juegos basados en el universo deWarhammer Fantasy
- HeroQuest
- Advanced HeroQuest
- Kerrunch - Una versión simplificada de Blood Bowl
- Man O' War - Un juego de combate naval en un mundo fantástico. Se publicaron dos expansiones, Sea of Blood y Plague Fleet
- Mighty Empires
- Mighty Warriors
- Warhammer Quest - Juego de mazmorras y exploración, una versión actualizada de Advanced HeroQuest

#### Juegos basados en el universo deWarhammer 40.000
- Adeptus Titanicus - El primer juego del mismo estilo que sigue Epic. Estaba basado en el combate entre Titanes
  - Codex Titanicus - Expansión del juego anterior
- Advanced Space Crusade
- Epic 40.000 - Precursor de Epic Armageddon, aunque aún hay gente que usa ambos términos, incluido Epic
- Gorkamorka - Juego de escaramuzas, basado en la lucha de bandas orkas
  - Digganob - Expansión de Gorkamorka
- Lost Patrol
- Space Fleet - Juego simple basado en el combate de naves espaciales, precursor del Battlefleet Gothic
- Space Hulk - Juego de escaramuzas. Las dos primeras ediciones están descatalogadas, las expansiones siguientes pertenecen a la primera edición.
  - Deathwing - Set de expansión
  - Genestealer - Set de expansión
  - Space Hulk Campaigns - Libro de expansión, de tapas dura y blanda
- Space Marine - Juego originario de Epic, ya que fue el primero en usar tropas de infantería. La primera edición era par a Adeptus Titanicus, la segunda lo fue con Titan Legion
- Titan Legion - Expansión de Space Marine, que extendió el sistema de juego.
- Tyranid Attack
- Ultra Marines - Juego introductorio de escaramuzas, parecido en su complejidad con Space Fleet

#### Juegos autorizados
Los siguientes juegos no fueron creados por Games Workshop, pero usaban modelos, material gráfico y conceptos parecidos a los usados por GW. Fueron diseñados por importantes compañías de juguetes y estaban disponibles en múltiples tiendas y departamentos de juguetería, aparte de las de Games Workshop y tiendas de juegos especializados.
- Battlemasters (publicado por Milton Bradley)
- HeroQuest (publicado por Milton Bradley)
  - La Torre de Kellar
  - El Retorno del Rey Brujo
  - Contra la Horda de los Ogros
  - Los Hechiceros de Morcar
  - The Frozen Horror (conocido también como Búsqueda del Bárbaro)
  - The Magic of the Mirror (conocido como Búsqueda del Elfo)
  - The Dark Company
  - Libro Básico de Aventuras
  - Kit de Diseño de Mazmorras
- Cruzada Estelar (publicado por Milton Bradley)
  - Objetivo Dreadnaught - (expansión de Cruzada Estelar)
  - Ataque Eldar - (expansión de Cruzada Estelar)

## Juegos de rol
Algunos juegos de miniaturas (por ejemplo, Inquisitor) implican elementos de juego de rol, aunque Games Workshop ha editado en el pasado diversos juegos de rol relacionados con el mundo de Warhammer Fantasy. El juego de rol Warhammer Fantasy Battle (Warhammer Fantasy Roleplay) se publicó por primera vez en 1986, y se publicó una nueva edición el 9 de marzo de 2005. Ha sido editado por Black Industries, compañía perteneciente a BL Publishing, y fue traducido al castellano por la editorial madrileña La Factoría de Ideas, en diciembre de 1997, con el título Warhammer Fantasía. Black Industries publicó también el juego de rol del universo Warhammer 40.000: en el 2008, publicó Warhammer 40,000 Roleplay. El primer libro de la gama se tituló Dark Heresy.

### Descatalogados
- Golden Heroes - Juego de rol, en el que la persona participante encarna a un superhéroe. Publicado en 1984, después de haber sido editado en una versión anterior, no profesional.
- Jugde Dredd, The Role-Playing Game - Publicado bajo licencia en 1985
- RuneQuest - La tercera edición del juego, publicada junto con Chaosium en 1987.
- Stormbringer - La tercera edición del juego, también publicada junto con Chaosium en 1987.

## Juegos de mesa
Games Workshop tiene una larga tradición en el desarrollo de juegos de mesa, aparte de las miniaturas y los juegos de rol. Esto puede llevar a errores, ya que muchos de estos juegos pueden haber tenido elementos de juegos de rol o miniaturas incluidas. A la fecha, Black Industries está a punto de lanzar al mercado un juego de mesa: la cuarta edición del clásico juego de mesa de Games Workshop, Talisman.

### Descatalogados
- BattleCars
- Battle for Armageddon
  - Chaos Attack - Expansión de Battle for Armageddon
- Chaos Marauders - Juego de mesa basado en hordas orcas
- Block Mania - Juego de mesa basado en Jugde Dredd, de 2000AD
- Blood Royale - Juego estratégico multijugador, basado en la Europa medieval
- Calamity
- Chainsaw Warrior - Juego para un solo jugador
- Cosmic Encounter - (Bajo licencia)
- Curse of the Mummy's Tomb
- Dark Future - Similar a Car Wars, antecesor de BattleCars
- The Doctor Who - The Game of Time and Space - (1980)
- Doom of the Eldar
- Dungeonquest - Junto con un pack de expansión
- Fury of Dracula - Una nueva edición disponible, distribuida por Fantasy Flight Games
- Gobbo's Banquet
- Horus Heresy
- Hungry Troll and the Gobbos
- Jugde Dredd
- Kings and things - (Bajo licencia)
- Quircks
- Railway Rivals
- Rogue Trooper - (Otro juego relacionado con 2000AD)
- Super Power
- Valley of Four Winds
- Warlock
- The Warlock of Firetop Mountain - Basado en el juego de Fighting Fantasy
- Warrior Knights

## Videojuegos
Games Workshop produjo y vendió algunos juegos para la ZX Spectrum en un principio (muchos de ellos no estaban basados en Warhammer); más tarde, el mercado se expandiría hasta los ordenadores.
- Apocalypse (1983) - Basado en el juego de mesa original
- Argent Warrior (1984) - Aventura gráfica
- Battlecars (1984) - Juego de carreras para dos jugadores, programado en BASIC
- Chaos (1985) - Juego multijugador de turnos, basado en el juego de mesa diseñado por Jullian Gollop
- D-Day (1985) - Basado en el desembarco de Normandía
- HeroQuest (1991) - Basado en el juego de mesa de MB
- Journey's End (1985) - Aventura gráfica
- The Key of Hope (1985) - Aventura gráfica
- Ringworld (1984) - Aventura gráfica
- Runestone (1986) - Aventura gráfica
- Talisman (1985) - Basado en el juego de mesa original
- Tower of Despair (1985) - Aventura gráfica

Muchos videojuegos han sido producidos por terceras compañías, basados en el universo de Warhammer Fantasy y Warhammer 40.000, pertenecientes a GW. Los siguientes incluyen las razas o miniaturas de cada juego.
- Space Crusade - Con una secuela, para la Amiga
- Dark Omen (RTT basado en Warhammer Fantasy)
- La Sombra de la Rata Cornuda (RTT basado en Warhammer Fantasy)
- Space Hulk (Space Hulk)
- Space Hulk 2: Vengeance of the Blood Angels (Space Hulk)
- Final Liberation (Epic 40.000, Marines Espaciales, Guardias Imperiales y Orkos)
- Fire Warrior (Juego shooter en primera persona, Warhammer 40.000 - Tau)
- Dawn of War (Warhammer 40.000 - Marines Espaciales -Nuevo capítulo: Los Cuervos Sangrientos- Orkos, Eldars, Marines Espaciales del Caos)
  - Winter Assault (Expansión para PC. Warhammer 40.000 - Las mismas razas que Dawn of War, más una nueva añadida: la Guardia Imperial
  - Dark Crusade (Expansión para PC/No necesita el Dawn of War original. Warhammer 40.000 - Las mismas razas que Winter Assault, más dos nuevas añadidas: Tau y Necrones
  - Soul Storm
- Chaos Gate (Warhammer 40.000 - Marines Espaciales, Marines Espaciales del Caos)
- Rites of War (Warhammer 40.000 - Eldars, Marines Espaciales, Tiránidos)
- GorkaMorka (Cancelado. Warhammer 40.000 - Orkos)
- Warhammer: La marca del Caos (Warhammer Fantasy - Orcos, Goblins, Enanos, Vampiros, El Imperio, El Caos, Skavens, Altos Elfos...)
- Warhammer Online, un juego de rol en línea masivo producido por Mythic Entertainment.
- Blood Bowl, basado en el juego de tablero de los años 90, que mezcla el fútbol americano con el estilo fantástico y en el que juegan razas como orcos o elfos. Desarrollado por Cyanide.
- Warhammer 40.000: Command Squad, juego de estrategia por turnos, que se centra en el combate entre escuadras de Ultramarines y Marines Espaciales del Caos[8]
- Total War: Warhammer[9] basado en el juego de mesa, pero al más puro estilo de la serie Total War. A la venta desde el 24 de mayo de 2016.
- Warhammer 40,000: Darktide (2022) un videojuego de acción y aventuras en primera persona desarrollado por Fatshark.

### En desarrollo
A finales del 2009, se estaban desarrollando los siguientes videojuegos:
- Juego aún sin nombrar de rol masivo en línea, basado en Warhammer 40.000 y producido por THQ. Aún no hay información disponible acerca del juego en sí, sólo el anuncio de su desarrollo.[10]